# TVP Kraków
TVP Kraków ist die regionale Niederlassung von Telewizja Polska für die Woiwodschaft Kleinpolen, die an alle Programmen der TVP regionale Beiträge liefert. Sie hat ihren Sitz in Krakau in der ul. Krzemionki 30 und drei Regionalstudios in Tarnów, Zakopane und Nowy Sącz.
Das TVP-Funkhaus in Krakau entstand 1961. Am 16. September 1966 wurde zum ersten Mal die Nachrichtensendung Kronika ausgestrahlt. 1991 wurde das Studio S-3 im Stadtteil Łęg eröffnet. 1993 begann die Ausstrahlung des eigenen regionalen Fernsehprogramms Telewizja Kraków.

## FensterprogrammTVP3 Kraków
TVP3 Kraków ist ein Programmfenster der Telewizja Polska für die Woiwodschaft Kleinpolen, das auf TVP3 ausgestrahlt wird. Über aktuelle Ereignisse in der Region berichtet die Hauptnachrichtensendung Kronika (dt. Wochenschau). Bis zum 31. August 2013 wurden die Regionalfenster der 16 regionalen Sender auf TVP Info ausgestrahlt. Seit dem 1. September werden diese 18 Stunden lang auf dem Sender TVP Regionalna ausgestrahlt. Seit 2016 wurden alle Regionalsender des TVP Regionalna durch TVP3 ersetzt.

Logo bis zum 30. November 2007
Logo bis zum 31. August 2013
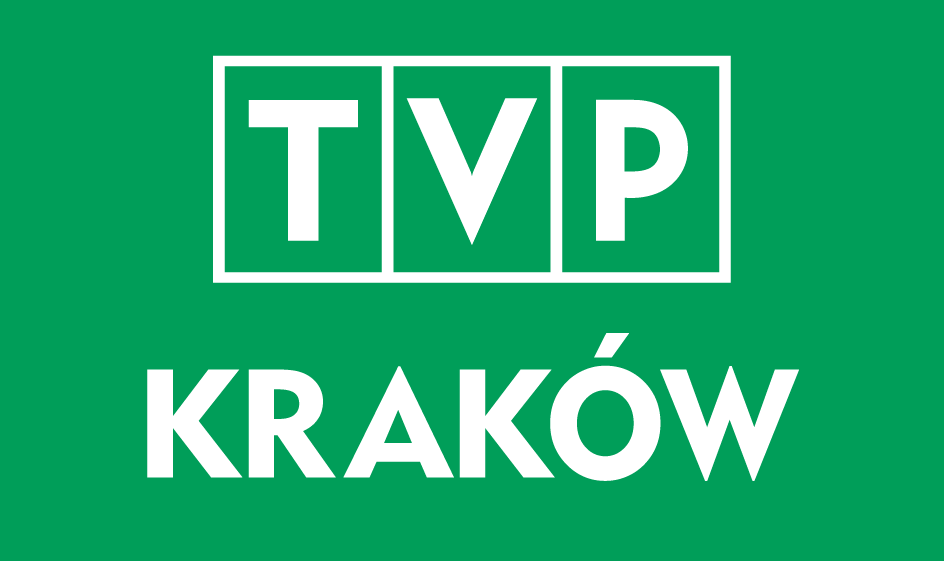
Logo vom 1. September 2013 bis 2016
Aktuelles Logo seit 2016

## Weblink
- Offizielle Seite (polnisch)